# Pilar Molina Llorente
Pilar Molina Llorente (nascuda el 11 de desembre de 1943 a Madrid) és una guardonada escriptora infantil espanyola. Entre altres premis en 2013 va rebre el Premi Edebé de literatura juvenil per Tesa.
És llicenciada en Belles arts, amb estudis de música, filologia i psicologia. Ha traduït diverses obres infantils i juvenils de l'italià i de l'anglès a l'espanyol.
Alguns dels seus llibres han estat il·lustrats per Fuencisla del Amo de la Iglesia.

## Premis
- 1964: Premi Doncel de novela per Ut y las estrellas[3]
- 1972: Premi Doncel 1971-1972 per El terrible florentino
- 1973: Premi CCEI per El terrible florentino
- 1978: Finalista del Premi Barco de Vapor per El mensaje de maese Zamaor
- 1984: Llista d'Honor de la CCEI per Patatita
- 1994: Llista d'Honor de la CCEI per La sombra de la daga
- 1994: Premi "Mildred L. Batchelder" y Premi de la American Library Association per El Aprendiz[4]
- 2013: Premi Edebé de literatura juvenil per Tesa.

## Obra
- Ut y las estrellas (1964)
- El terrible florentino (1973)
- Romualdo el grillo (1974)
- Carrousel 5 (1976)
- El mensaje de Maese Zamaor (1981)
- Patatita (1983)
- El parque de papel: poemas (1984)
- La visita de la Condesa (1987)
- El largo verano de Eugenia Mestre (1987)
- Aura gris (1988)
- El aprendiz (1989)
- Piñata: Libro del profesor (1990)
- La sombra de la daga (1993)
- Navidad, el regreso de Eugenia Mestre (1994)
- ¿Quién pasa primero? (1997)
- Pálpito de Sol (2001)
- Hora de Siesta (2006)
- A de alas, a de abuela (2012)
- Tesa. El despacho de don Baltasar de Garciherreros (2013)